# Кланица (Телеорман)
Кланица (рум. Clănița) насеље је у Румунији у округу Телеорман у општини Фрасинет. Oпштина се налази на надморској висини од 85 m.

## Становништво
Према подацима из 2002. године у насељу је живело 642 становника, од којих су сви румунске националности.